# Jazz & Lyrik
Jazz & Lyrik ist der Versuch, in Konzerten Jazzmusik mit dem Vortrag von Gedichten zu verbinden.

## Geschichte
Zunächst haben die Autoren der US-amerikanischen Beat-Generation gemeinsam mit experimentierfreudigen Jazzmusikern wie z. B. Charles Mingus (Alben The Clown, A Modern Jazz Symposium of Music and Poetry, beide 1957) entsprechend experimentiert. Mit Mingus arbeitete beispielsweise Langston Hughes (Weary Blues). Weitere Beispiele sind die deutschstämmige Beat-Poetin Ruth Weiss, die damit 1956 im The Cellar in San Francisco begann, oder Kenneth Patchen mit dem Chamber Jazz Sextet des Pianisten Allyn Ferguson 1957. Der Hornist Dave Amram trat im selben Jahr mit Jack Kerouac auf. Zur ersten deutschen Jazz-&-Lyrik-Veranstaltung kam es bereits 1952 im Hamburger Studentenkeller „anarche“, wo Peter Rühmkorf auftrat; 1966 griff er die Form wieder auf und rezitierte zusammen mit der Band von Michael Naura auf dem Rödingsmarkt.
Seit Ende der 1950er – in der Bundesrepublik (mit Joachim Ernst Berendt als Produzenten) seit 1962 – entstanden auch Schallplatten dieser Produktionen. Eines der bekanntesten Beispiele ist die Aufnahme einer Auswahl von Heine-Gedichten, gesprochen von Gert Westphal und musikalisch begleitet durch das Attila-Zoller Quartett. In der DDR rief 1963 Werner Josh Sellhorn unter dem Namen Jazz und Lyrik eine Vorgänger-Veranstaltungsreihe von Lyrik – Jazz – Prosa ins Leben. In Prag fanden ab 1963 einschlägige Veranstaltungen, zu denen der Bassist Luděk Hulan auch als Texter beitrug, in der Weinbar Viola statt.
Soweit Dichter selbst als Rezitatoren ihrer Gedichte auftraten, entstanden teilweise neue Synthesen im musikalischen und textlichen Vortrag. So meinte Peter Rühmkorf, der mehrere Alben in den 1970er Jahren mit Naura und Wolfgang Schlüter vorlegte: „Unsere gemeinsame Tätigkeit hat mich auch sehr beeinflusst, die Organisationsformen, was ich an Lyrik mache, zu öffnen.“ Mit einem ähnlichen Verständnis für die Integration von Poesie und Musik hat Ernst Jandl, häufig gemeinsam mit der Sängerin Lauren Newton oder dem Pianisten Dieter Glawischnig, seine Gedichte in den 1980ern mit Jazzmusik kombiniert. Bis nach der Jahrtausendwende gehörte die afroamerikanische Jayne Cortez zu den Poeten, die regelmäßig eigene Texte zu Livemusik rezitieren. Anthony Joseph hat seit seinem Album Time (2013) vielfach seine Werke auch mit Jazzmusikern rezitiert. In Deutschland ist hier Ingeborg Drews zu nennen (Cascaden: Lyrik & Jazz). Die Jazzmusiker Günter Baby Sommer und Theo Jörgensmann arbeiteten zeitweilig mit Literaten zusammen. Jüngere Künstler, die das Genre pflegen, sind etwa Eric Mingus (The Dream Keeper 2012, mit Dave Amram), Mascha Corman (Schwanenkampf 2016) oder Moor Mother (Who Sent You?, 2020), sowie Matana Roberts’ Coin Coin Alben. 
Der grundlegende Unterschied von Jazzrhythmik und der Rhythmik der Lyrik besteht darin, dass Jazz von
Polyrhythmik, der Überlagerung verschiedener Rhythmen, geprägt ist. In der Lyrik dagegen gibt es nur eine einzige Stimme, eine Monorhythmik. Ein Meta-Jazzgedicht von Ernst Jandl, das It Don’t Mean a Thing (If It Ain’t Got That Swing) von Duke Ellington und Irving Mills imitiert, veranschaulicht intermediale Bezüge von Lyrik und Jazz. Das Gedicht thematisiert die konstituierenden rhythmischen Phänomene des Jazz.
jazz is jazz is jazz is jazz

[...]

und nennst du es jazz und es hat keinen swing

ohne swing ist es nicht jazz

jazz is swing

jazz is drive

jazz is jazz is jazz is jazz
(Auszug aus Ernst Jandl: jazz ist.)
Im Gedicht überlagern sich trochäische und daktylische Muster so, wie es für Jazz typisch ist, zwei rhythmische Muster zu überlagern. Die Polyrhythmik löst Jandl hier intermedial in ein sukzessives Hin und her auf. Das Gedicht tritt in einen intertextuellen Dialog mit dem Jazz, der lyrisch definiert und intermedial imitiert wird.

### Hörbeispiele
- Ruth Weiss: Silly City (Set One) auf YouTube
- New York Art Quartet feat. Amiri Baraka: Black Dada Nihilismus auf YouTube
- Charles Mingus: The Clown auf YouTube
- Jim Morrison & The Doors: An American Prayer auf YouTube